# راندي جونستون (عارض)
راندي جونستون (بالإنجليزية: Randy Johnston)‏ هو عارض أمريكي، ولد في 25 سبتمبر 1988 في Waterford, Connecticut ‏ في الولايات المتحدة، وتوفي في 11 أكتوبر 2008 في نيو لندن في الولايات المتحدة.